# Vince Murdocco
Vince Murdocco (ur. 1966 w Montrealu) – kanadyjski aktor, kaskader, producent filmowy i były kick-boxer.

## Życiorys

### Wczesne lata
Urodził się w Montrealu. Gdy miał siedem lat, jego rodzina przeniosła się do Vancouveru. Wychowywał się z dwoma braćmi. W szkole średniej był niespokojnym uczniem i miał nadwagą, co sprawiło, że dokuczały mu inne dzieci. Został klasowym klownem i był otwarty. Jednak został wyrzucony ze szkoły katolickiej za parodię dyrektora. Naukę kontynuował w szkole prywatnej w Burnaby. Po ukończeniu liceum zaczął pracować nad popularnym barem kawowym jego rodziny „Calabria Cafe”. Ukończył studia na wydziale języka francuskiego i włoskiego w Langara College. Trenował pod kierunkiem C.K. Choi, głównego instruktora koreańskiego wojska z 10. stopniem czarnego pasa. W wieku 19 lat Vince przystąpił do swojego pierwszego ważnego turnieju w Vancouverze. Otrzymał czarny pas w taekwondo i karate.

### Kariera
Zyskał światową sławę w kick-boxingu gdy w 1990 roku zdobył tytuł północnoamerykańskego Mistrza w wadze do 86 kg.. Szybko trafił na ekran jako Flesh Gordon w komedii porno softcore Flesh Gordon spotyka kosmitki cheerleaderki (Flesh Gordon Meets the Cosmic Cheerleaders, 1990). W filmie akcji Alberta Pyuna Kickboxer 2: Godziny zemsty (Kickboxer 2: The Road Back, 1991) zagrał dawnego przyjaciela Davida (Sasha Mitchell), gdzie stanął przodem do robiącej wrażenie maszyny Tong Po (Michel Qissi). Potem rozpoczął pracę dla PM Entertainment, grając główną rolę w rozmaitych rolach, od rasistowskiego kick boksera w Pierścieniu ognia 2 (Ring of Fire II: Blood and Steel, 1991) do byłego jeńca w Prywatnych porachunkach (Private Wars, 1997). Po występie w Wirtualnych Gladiatorach (Death Game, 1997) obok Timothy’ego Bottomsa, zrobił sobie przerwę w aktorstwie. W 2001 powrócił jako agent rządowy we Fryzjerze męskim (The Barber, 2002) z udziałem Malcolma McDowella.

## Osiągnięcia sportowe
- WKA North American Cruiser Weight Champion
- WKA Canadian Cruiser Weight Champion
- Japanese Cruiser Weight Shootboxing Champion

## Filmografia

### Filmy fabularne
- 1990: Flesh Gordon Meets the Cosmic Cheerleaders jako Flesh Gordon
- 1991: Kickboxer 2: Godziny zemsty (Kickboxer 2: The Road Back ) jako Brian Wagner
- 1991: Pierścień ognia (Ring of Fire) jako Chuck
- 1993: Być najlepszym (To Be the Best) jako Duke
- 1993: Prywatne porachunki (Private Wars) jako Eddie
- 1993: Pierścień ognia 2 (Ring of Fire II: Blood and Steel) jako Chuck
- 1993: Szpony orła 2 (Back in Action) jako Bramkarz
- 1994: Niesamowite dzieciaki II (Magic Kid II) jako
- 1994: W służbie sprawiedliwości (Back in Action) jako Tancerz
- 1994: Wojny uliczne (L.A. Wars) jako Jake Quinn
- 1996: Nocny łowca (Night Hunter) jako Curt Argento
- 1996: Sworn to Justice jako Moon
- 1997: Death Game (Wirtualni Gladiatorzy, TV) jako Alex
- 2001: W służbie prawa (L.A.P.D.: To Protect and to Serve) jako Haggerty
- 2002: Barber (The Barber) jako agent Rayner
- 2004: Zbrodnie miłości Gillian Guess (The Love Crimes of Gillian Guess, TV) jako policjant 1, Bruce
- 2006: X-Men: Ostatni bastion (X-Men: The Last Stand) jako Arkady Rossowicz / Omega Red
- 2006: Canes jako umundurowany glina
- 2007: Afganistan (Afghan Knights) jako Frank
- 2007: Passion's Web (TV)
- 2009: Trust (TV) jako
- 2009: Wolf Canyon (TV) jako Jhonny Willkes
- 2010: Drużyna A (The A-Team) jako zbir Pike'a
- 2011: Rise of the Damned jako oficer Savini / Orderly

### Seriale TV
- 1989: Cwaniak (Wiseguy) jako Cwaniak 3
- 1998: Akademia Policyjna (Police Academy: The Series) jako Arnold
- 2007: Nie z tego świata (Supernatural) jako Steve Wandell